# Peter Lamarque
Peter Vaudreil Lamarque (21 maggio 1948) è un filosofo britannico attivo in estetica, filosofia dell'arte e filosofia analitica.
Dal 2000 è professore di filosofia all'Università di York. È noto principalmente per il suo lavoro sulla filosofia della letteratura e sul ruolo delle emozioni nella narrativa finzionale.

## Biografia
Lamarque ha studiato al Marlborough College e si è laureato in letteratura inglese e filosofia presso l'Università dell'East Anglia. Nel 1972 ha conseguito il dottorato in filosofia al Queen's College di Oxford, dove ha lavorato sotto la supervisione di Laurence Jonathan Cohen.
Dal 1972 al 1995 Lamarque ha insegnato presso il Dipartimento di Filosofia dell'Università di Stirling e dal 1995 al 2000 ha occupato la cattedra Ferens in Filosofia dell'Università di Hull. Nel 2000 si è trasferito all'Università di York per ricoprire il suo attuale incarico. Ha lavorato in qualità di visiting professor in numerose università nel mondo, tra cui la Cornell University e l'Australian National University.
Lamarque ha all'attivo numerose pubblicazioni su vari argomenti filosofici, principalmente nel campo della filosofia dell'arte. Ha pubblicato la prima articolazione sistematica di un approccio al paradosso della finzione, solitamente definito "teoria del pensiero". È stato direttore del British Journal of Aesthetics dal 1995 al 2008. Nel 2009 è stato scelto per tenere la prima conferenza commemorativa al meeting annuale dell'American Society for Aesthetics. Nel 2018 gli è stato conferito il Premio Internazionale d'Estetica dalla Società Italiana di Estetica.

## Opere
- Truth, Fiction, and Literature: A Philosophical Perspective, Clarendon Press, 1994 (con Stein Haugom Olsen)
- Fictional Points of View, Cornell University Press, 1996
- The Opacity of Narrative, Rowman & Littlefield International, 2014
- Opera e oggetto. Esplorazioni nella metafisica dell'arte, Quodlibet, 2019 (vincitore dell'American Society for Aesthetics Outstanding Monograph Prize per il 2010)
- The Uselessness of Art: Essays in the Philosophy of Art and Literature, Sussex Academic Press, 2020
- Filosofia della letteratura, Mimesis, 2024